# Юрюзань (річка)
Юрюзань (рос. Юрюзань, башк. Йүрүҙән) — річка на Південному Уралі, що протікає по території Башкортостану та Челябінської області Росії. Ліва притока Уфи, басейн Волги.
Бере початок на східному схилі гори Кутовий Машак, одного з найвищих Південноуральських хребтів, на висоті 964 м.
Довжина річки 404 км. Площа водозбірного басейну 7240 км².
На березі річки розташований курорт Янган-Тау. В районі джерела Кургазак берег річки, де впадають води джерела, взимку не замерзає.